# Jochen Schlobach
Jochen Schlobach (* 6. Februar 1938 in Liegnitz; † 20. September 2003) war ein deutscher Romanist und Literaturwissenschaftler.

## Leben und Werk
Schlobach studierte Romanistik, Germanistik und Komparatistik in Hamburg, Paris und Saarbrücken. Er promovierte 1964 an der Universität des Saarlandes über Geschichte und Fiktion in L'Eté 1914 von Roger Martin du Gard (München 1965). Von 1964 bis 1972 war er Wissenschaftlicher Assistent am Lehrstuhl von Claude Digeon, von 1972 bis 1974 Assistenzprofessor am Romanistischen Institut der Universität des Saarlandes. 1974 habilitierte er sich über Zyklentheorie und Epochenmetaphorik. Studien zur bildlichen Sprache der Geschichtsreflexion in Frankreich von der Renaissance bis zur Frühaufklärung (München 1980) und wurde noch im gleichen Jahr (nach Ablehnung eines Rufes nach Mainz) ordentlicher Professor für Neuere Französische Literaturwissenschaft in Saarbrücken. Gastprofessuren führten ihn an die Sorbonne (1975/76), an die Universität Nizza (1979/80) und an die University of Missouri in Columbia (1992). Von 1995 bis 1999 war er Präsident der Internationalen Gesellschaft für die Erforschung des 18. Jahrhunderts. Er starb, kurz nach seiner Emeritierung, auf einer Forschungsreise. Sein Nachlass ist im Universitätsarchiv Saarbrücken überliefert.

## Weitere Werke
- (Hrsg.) Correspondance inédite de Frédéric Melchior Grimm, München 1972
- (Hrsg.) (zusammen mit Bernard Bray und Jean Varloot) La Correspondance littéraire de Grimm et de Meister 1754-1813. Colloque de Sarrebruck, 22-24 février 1974, Paris 1976
- (Hrsg.) Diderot, Œuvres complètes, t. 18, Critiques et mélanges, II, Paris 1984
- (Hrsg.) (zusammen mit André Daspre) Roger Martin du Gard. Études sur son œuvre. Actes du colloque de Sarrebruck, Paris 1984
- (Hrsg.) (zusammen mit Gerhard Sauder) Aufklärungen, Frankreich und Deutschland im 18. Jahrhundert. Actes du colloque de Sarrebruck, Heidelberg 1985
- (Hrsg.) Correspondances littéraires inédites: études et extraits, suivies de Voltairiana, Genève 1987
- (Hrsg.) (zusammen mit Siegfried Jüttner) Europäische Aufklärung(en), Einheit und nationale Vielfalt. Akten der Jahrestagung 1987 der Gesellschaft für die Erforschung des 18. Jahrhunderts, Hamburg 1992
- (Hrsg.) Denis Diderot, Darmstadt 1992
- (Hrsg.) Pierre Rousseau et auteur(s) anonyme(s),Correspondance littéraire de Mannheim 1754 – 1756,  Paris/Genève 1992
- (Hrsg.) (zusammen mit Michel Grunewald) Vermittlungen/Médiations, actes du colloque Metz/Sarrebruck, 2 Bde., Frankfurt/New York 1992
- (Hrsg.) (zusammen mit Maciej Zurowski) Révolution et littérature. La Révolution de 1789 dans les littératures allemande, française et polonaise. Actes du colloque franco-polono-allemand d'avril 1987 à Sarrebruck, in: Cahiers de Varsovie 18, 1992
- (Hrsg.) Claude Pougin de Saint-Aubin (et Jean-Louis Aubert), Correspondance littéraire de Karlsruhe : (12 juillet 1766 - 15 décembre 1768), Paris/Genève 1995
- Dictionnaire Européen des Lumières, publié sous la direction de Michel Delon; comité scientifique: Michel Blay, Michel Delon, Philippe Junod, Daniel Roche, Jochen Schlobach, Paris 1997
- (Hrsg.) (zusammen mit Michel Delon) La Recherche dix-huitiémiste. Objets, méthodes et institutions (1945-1995)/Eighteenth-century research. Objects, methods and institutions (1945-1995), Paris 1998
- (Hrsg.) (zusammen mit Silvia Eichhorn-Jung) Friedrich Melchior Grimm. Briefe an Johann Christoph Gottsched, St. Ingbert 1998
- (Hrsg.) Livres, lectures, envois d'auteur. Catalogue de la bibliothèque de Roger Martin du Gard, Paris 2000
- (Hrsg.) (zusammen mit Hisayasu Nakagawa) L'image de l'autre vue d'Asie et d'Europe  [Actes des colloques internationaux des 21 et 22 novembre 1997 à Nagoya et du 17 septembre 1998 à Kyôto, Japon], Paris 2007
- (Hrsg.) (zusammen mit  Véronique Otto) Correspondance privée de Frédéric-Melchior Grimm 1723-1807, Paris/Genève 2009